# Planchette

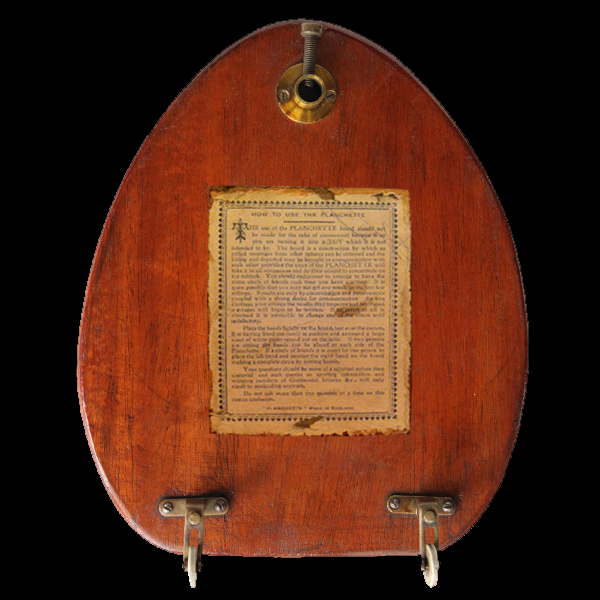
Planchette automatique anglaise, 1860

Une planchette est un morceau de bois, généralement en forme de cœur, équipé de deux petites roues et d'un espace tenant un petit stylo, utilisé pour la psychographie. L'usage des planchettes pour produire des messages écrits mystérieux a donné naissance à la croyance que ces outils favorisaient la communication avec les esprits dans une forme de divination. L'objet était populaire durant les séances de spiritisme à l'époque victorienne, avant d'évoluer vers un outil plus simple, désignant les lettres au lieu de les écrire. Les défenseurs du paranormal estiment que la planchette est déplacée par la présence d'un esprit ou par une forme d'énergie, tandis que les sceptiques estiment que le mouvement provient de l'effet idéomoteur.